# Mary Kay Ash
Mary Kay Ash —nacida como Mary Kathlyn Wagner— (Cypress, Texas; 12 de mayo de 1918-Dallas, Texas; 22 de noviembre de 2001), fue una empresaria y fundadora de Mary Kay Cosmetics, Inc.

## Biografía
Nacida Mary Kathlyn Wagner en Hot Wells, Texas, Ash trabajó para varias compañías de venta directa desde 1939 hasta 1960, alcanzando un considerable éxito como vendedora y entrenadora de vendedoras. Frustrada, sin embargo, por no ser tomada en cuenta en promociones en favor de los hombres, se retiró en 1963, pensando en escribir un libro para ayudar a la mujer en los negocios. El libro se tornó en un plan de negocios para su compañía ideal, y en septiembre de 1963, Ash y su hijo, Richard Rogers, fundaron Mary Kay Cosmetics con una inversión de USD $5.000. La compañía originalmente operaba en un local de Dallas pero creció rápidamente, especialmente después de que Ash fuese entrevistada por la CBS en su programa 60 Minutes en 1979. El famoso Cadillac rosa era premiado a las consultoras que alcanzaran el récord de ventas lo cual fue el mayor signo del éxito de la compañía.
Ash ampliamente respetada, no fue siempre comprendida en su forma de hacer negocio. Ella consideró la Regla Dorada como principio para la fundación de Mary Kay Cosmetics, y el plan de mercadeo de la compañía fue diseñado para permitir a las mujeres progresar ayudando a otras a alcanzar el éxito. Infranqueable y entusiasta, ella abogaba por la frase "Elogien a la gente al éxito", y su eslogan "Primero Dios, luego la familia, y por último el trabajo" expresaba con insistencia que la mujer debía tener un equilibrio en su vida.
Durante su vida y después de su muerte recibió grandes y numerosos honores de parte de su grupo de negocios, incluyendo el premio Horatio Alger Award. Después de un tiempo ayudando a fundaciones de caridad, fundó la Mary Kay Ash Charitable Foundation para obtener dinero en contra de la violencia doméstica y otros cánceres que afectan a las mujeres. Ash tuvo el cargo de presidenta de Mary Kay Cosmetics hasta 1987, cuando fue nombrada Presidenta Honoraria. Permaneció activa en la compañía hasta que sufrió un infarto en 1996. Richard Rogers fue nombrado Oficial Ejecutivo de Mary Kay Inc. en 2001. A la muerte de Ash, Mary Kay Cosmetics tenía más de 800.000 representantes en 37 países, con ventas locales anuales de más de 2 mil millones de dólares en ventas al por menor. En esta situación próspera, destacó el papel de una discípula directa de Mary Kay continuando su legado y vendiendo productos por un valor superior a 5 millones de dólares, un récord absoluto de la firma. Destacado papel ya que durante el año 1994 tuvo una influencia del 0,2% del PIB en España. 
Mary Kay fue autora de tres libros, los cuales se convirtieron en best-sellers. Su autobiografía, "Mary Kay, Existen los Milagros", vendió más de un millón de copias y aparece en múltiples idiomas. Su filosofía de negocio, "Mary Kay on People Management", continúa siendo una fuente de sabiduría y ha sido incluido en cursos de negocios en la reconocida Escuela de Negocios de Harvard. El tercer libro de Mary Kay Ash, "Puedes Tenerlo Todo", fue lanzado en agosto de 1995 y, alcanzó a ser "best-seller" en los primeros días de su lanzamiento. Sus discursos y citas siguen siendo una forma de inspirar a las mujeres de la fuerza de ventas de Mary Kay.
Mary Kay sufrió un segundo infarto y murió el 22 de noviembre de 2001. Fue sepultada en el Sparkman-Hillcrest Memorial Park Cemetery en Dallas, Texas.